# J. Paul Hogan
John Paul Hogan (* 7. August 1919 in Lowes (Kentucky); † 19. Februar 2012 in Wichita, Kansas) war ein US-amerikanischer Chemiker und Erfinder.

## Leben
Hogan studierte Chemie und Physik an der Murray State University in Murray, Kentucky und machte 1942 den Bachelor-Abschluss. 1944 ging er zur Phillips Petroleum Company in Bartlesville, Oklahoma, wo er bis zu seinem Ruhestand im Jahr 1985 in der Forschungs- und Entwicklungsabteilung tätig war. 1946 begann seine Zusammenarbeit mit Robert L. Banks (1921–1989) zur Herstellung von Polyolefinen. Zwar gilt Karl Ziegler als Begründer der katalytischen Olefinpolymerisation, weil er seine Ergebnisse als erster publizierte und für die er 1963 zusammen mit Giulio Natta den Nobelpreis für Chemie erhielt, jedoch wurden zwischen 1951 und 1953 sowohl von Karl Ziegler als auch von Banks und Hogan sowie von A. Zletz von der Standard Oil Company Patente für die Herstellung von Polypropylen unter milden Bedingungen (Drücke, Temperaturen) mittels spezieller metallischer Katalysatoren angemeldet. Nach längeren gerichtlichen Auseinandersetzungen wurde der Firma Phillips erst 1983 das Patent für Polypropylen zugesprochen. So gelten Hogan und Banks als dessen Erfinder. Ihre Entdeckung des kristallinen Polypropylens und die Entwicklung eines Polyethylens (PE) hoher Dichte (High-density PE, PE-HD oder HDPE) führten bei Phillips zur industriellen Herstellung verschiedener Produkte, die unter dem Markennamen Marlex vertrieben wurden.
Hogan war an 52 in den USA angemeldeten Patenten beteiligt. 1969 wurde er von der American Chemical Society (ACS) mit dem Award for Creative Invention geehrt. 1987 erhielt er zusammen mit Robert Banks die Perkin Medal, und 1998 wurden sie von der ACS zu Heroes of Chemistry ernannt.
2001 wurde er in die National Inventors Hall of Fame aufgenommen.

## Schriften (Auswahl)
- J. P. Hogan, R. L. Banks, W. C. Lanning, A. Clark: Polymerization of light olefins over nickel oxide – silica-alumina. In: Industrial and Engineering Chemistry. Band 47, Nr. 4, 1955, S. 752–757, doi:10.1021/ie50544a032.
- A. Clark, J. P. Hogan, R. L. Banks, W. C. Lanning: Marlex catalyst systems. In: Industrial and Engineering Chemistry. Band 48, Nr. 7, 1956, S. 1152–1155, doi:10.1021/ie50559a021.
- J. P. Hogan: Ethylene polymerization catalysis over chromium oxide. In: Journal of Polymer Science, Part A-1: Polymer Chemistry. Band 8, Nr. 9, 1970, S. 2637–2657, doi:10.1002/pol.1970.150080929.
- H. R. Sailors, J. P. Hogan: History of Polyolefins. In: Journal of Macromolecular Science: Part A – Chemistry. Band 15, Nr. 7, 1981, S. 1377–1402, doi:10.1080/00222338108056789.
- J. P. Hogan, R. L. Banks: History of crystalline polypropylene. In: R. B. Seymor, T. Cheng (Hrsg.): History of Polyolefins (= Chemists and Chemistry). Band 7. Springer, Dordrecht 1986, ISBN 978-94-010-8916-6, S. 103–115.